# Vineyard
A Associação de Igrejas Vineyard, também conhecida como Movimento Vineyard, é uma organização cristã com mais de 2,400 igrejas no mundo inteiro.

## História
Vineyard tem suas origens na fundação de uma igreja Calvary Chapel por Kenn Gulliksen e sua esposa Joanie, membros da Calvary Chapel Costa Mesa, em 1974, em Los Angeles nos Estados Unidos.  A igreja se reunia em ginásios, na praia e em lares, sendo que um terço de seus membros eram judeus. Muitos casais saíram e formaram outras igrejas. Em 1982, 8 igrejas fundaram a Association of Vineyard Churches.  Em 2004, a associação esteve presente em 70 países ao redor do mundo e possui 1.500 igrejas membros. 

## Estatísticas
Segundo um censo da união, ele teria em 2022, 2.400 igrejas em 95 países.

## No Brasil
As primeiras Igrejas surgiram no início dos anos 2000 nas cidade de Piratininga e Bauru. Atualmente existem igrejas em Itaperuçu-PR, Belo Horizonte-MG,Betim-MG, Pouso Alto-SP,Balnerário de Camboriú-SC, Coronel Fabriciano-MG, Recife-PE, Rio de Janeiro-RJ, Belford Roxo-RJ, Brasília-DF, Mogi das Cruzes-SP, Ibitinga-SP, Botucatu-SP, Região do Xingu no Pará(cerca de 50 igrejas), e ainda plantações de igrejas nos estados de São Paulo, Minas Gerais, Paraná, Alagoas e Pará.

## Vineyard Music
Vineyard Music é o selo da gravadora Vineyard, que inclui músicos como:
- Brenton Brown
- Brian Doerksen
- Kathryn Scott
- David Ruis
- Andy Park
- Casey Corum
- Jeremy Riddle
- Ryan Delmore
- Sherilyn (também conhecida como Sheri Carr)

## Vineyard Music Brasil
Em 2005, organizou-se a Vineyard Music Brasil, para documentar a grande influência da música da Vineyard no país e gravou-se o primeiro álbum genuinamente nacional com traduções de músicas internacionais, na voz de integrantes das igrejas brasileiras. As músicas tornaram-se conhecidas em todo território nacional e em outros países de língua portuguesa.[carece de fontes?]
Tendo como missão:
- Documentar a música de louvor e adoração da Vineyard no Brasil;
- Distribuir a música de louvor e adoração da Vineyard nos países de língua portuguesa;
- Equipar a Igreja com recursos de adoração que ajudem na busca por intimidade com Deus;

## Controvérsias
Em 1994, uma igreja Vineyard em Toronto, Canadá foi criticada por líderes cristãos por promover manifestações físicas do Espírito Santo, como risos, choro e tremores. Em 1995, a Igreja de Toronto foi despejada de Vineyard por perder o foco na Bíblia. 